# Annual Review of Ecology, Evolution, and Systematics
Annual Review of Ecology, Evolution, and Systematics è una rivista scientifica annuale pubblicata da Annual Reviews. La rivista è stata fondata nel 1970 col titolo di Annual Review of Ecology and Systematics e ha cambiato nome a partire dal 2003. Pubblica articoli di revisione su argomenti considerati attuali e importanti nei campi dell'ecologia, della biologia evolutiva e della sistematica.
Il Journal Citation Reports ha assegnato alla rivista un fattore di impatto per il 2023 pari a 11.2, classificandola al terzo posto tra 195 riviste nella categoria "Ecologi" e al terzo posto tra 54 riviste nella categoria "Biologia evolutiva". A partire dal 2023, viene pubblicata in modalità di accesso aperto, secondo il modello del Subscribe to Open.

## Storia
Annual Review of Ecology and Systematics è stata pubblicata per la prima volta nel 1970. Richard F. Johnston è stato il suo primo caporedattore. Nel 1975 ha iniziato a pubblicare biografie di importanti ecologisti nel capitolo introduttivo.  Nel 2003, il suo nome è stato cambiato in quello attuale di Annual Review of Ecology, Evolution, and Systematics.

## Perimetro editoriale
La rivista identifica il suo perimetro editoriale con la copertura degli sviluppi significativi nel campo dell'ecologia, dell'evoluzione e della sistematica di tutte le forme di vita sulla Terra. Ciò include articoli di revisione in tema di evoluzione molecolare, filogenesi, speciazione, dinamica delle popolazioni, biologia della conservazione, gestione delle risorse ambientali e studio delle specie invasive.

## Indicizzazione
Gli abstract e gli articoli della rivista sono indicizzati da: Scopus, Science Citation Index Expanded, Aquatic Sciences and Fisheries Abstracts, BIOSIS e Academic Search, tra gli altri.

## Processo editoriale
Al vertice dell'Annual Review of Ecology, Evolution and Systematics stanno il redattore o alcuni co-redattori. Il redattore è assistito dal comitato editoriale, che comprende i redattori associati, i membri regolari e, occasionalmente, dei redattori ospiti.
I membri ospiti partecipano su invito del direttore e hanno un mandato di un anno. Tutti gli altri membri del comitato editoriale sono nominati dal consiglio di amministrazione di Annual Reviews e hanno un mandato di cinque anni. Il comitato editoriale determina quali argomenti devono essere inclusi in ogni volume e sollecita revisioni da parte di autori qualificati. La revisione paritaria degli articoli accettati è effettuata dal comitato editoriale.

### Redattori dei volumi
Le date indicano gli anni di pubblicazione in cui qualcuno è stato accreditato come caporedattore o co-redattore di un volume di una rivista. Il processo di pianificazione di un volume inizia molto prima della sua pubblicazione. Un redattore poteva comunque essere presentato come caporedattore di un volume che aveva contribuito a pianificare, anche se era andato in pensione o deceduto prima della sua pubblicazione.
- Richard F. Johnston (1970–1991)
- Daphne Gail Fautin (1992–2001)[12]
- Douglas J. Futuyma (2002–-)[7]

### Comitato editoriale
Al 2025, il comitato editoriale è composto da:
- Aimée Classen
- Anjali Goswami
- Mary I. O'Connor
- Gil G. Rosenthal
- Michael Turelli.